# Театральная площадь (Москва)
Театра́льная пло́щадь (1820-е годы — Петро́вская пло́щадь, позднее — Театральная площадь, в 1919—1990 годах — пло́щадь Свердло́ва) — площадь в центре Москвы. Располагается к северо-западу от площади Революции, между Театральным проездом, Петровкой и Копьевским переулком. На площади находятся Большой, Малый театры и Российский академический молодёжный театр.

## История названия
Первоначальное название — Петровская площадь, данное по Петровскому театру (предшественник Большого театра), который, в свою очередь, получил название по улице Петровка. Позднее за площадью закрепилось название Театральная. В 1919 году она была переименована в площадь Свердлова (в честь Я. М. Свердлова, председателя ЦИКа, который работал в здании гостиницы «Метрополь»). В 1990 году площади было возвращено историческое название.

## История

### Предыстория площади
Современная Театральная площадь располагается непосредственно к западу от древнего русла реки Неглинной, делавшей в этом месте поворот к юго-западу, и частично захватывает собственно русло Неглинной, с 1819 года протекающей в подземной трубе по периметру площади.
В конце XV века на левом, восточном, берегу Неглинной был выстроен Пушечный двор, и рядом с ним — мост через Неглинную. В 1516 году Неглинную перегородили плотиной, устроив большой пруд ниже Пушечного двора, а в 1534—1538 годах была выстроена стена Китай-города. Здесь находилась Круглая башня стены. «Водяные ворота» Китай-города позволяли, в случае осады, забирать воду прямо из реки; в XVII веке они были заложены. На месте современного Малого театра был Пушечный мост через Неглинку. В это время трасса улицы Петровки повторяла изгиб Неглинной — Петровка выходила на Большую Дмитровку — и на ней располагались торговые ряды, а к северу — церковь Спаса на Копье, давшая имя Копьевскому переулку.
В 1707—1708 годах на левому берегу Неглинки возвели земляные оборонительные сооружения — больверки, опасаясь шведского вторжения, а Неглинную пустили в глубокий искусственный ров.
В пожар 1737 года участки к западу от Неглинной выгорели дотла и были заняты дворами знати — князьями Черкасскими, Голицыными и другими. Здесь же действовала школа архитектуры князя Ухтомского. В 1786 году спустили пруд на Неглинной, к 1792 году прорыли для неё новое искусственное русло.
Согласно плану 1775 года вокруг Кремля и Китай-города планировалось устроить несколько больших площадей, в том числе и на месте будущей Театральной. К тому времени на больверках выросли деревья, а их крутые откосы были укреплены деревянными балками.
В 1780 году князь Урусов и англичанин Медокс с высочайшего дозволения устроили в доме Голицына общедоступный Петровский театр (театр получил такое название по названию улицы), действовавший до пожара 8 октября 1805 года (в этот день в театре давали «Русалку», и молва приписала пожар «бесовскому» спектаклю). В начале XIX века Неглинку обустроили, течение отрегулировали и сделали пруды.

### Возникновение и развитие площади
Местность вновь сгорела в сентябре 1812 года, и на этот раз на пепелище была запроектирована широкая площадь в современных очертаниях. 5 мая 1813 года для руководства строительством Москвы после пожара был утверждён специальный орган — Комиссия для строения в Москве. В мае 1814 года наблюдение за всеми постройками и заведование всей «фасадической частью» было возложено на архитектора О. И. Бове; фактически Бове поручили руководство всей архитектурной частью восстанавливаемой после пожара Москвы.
Согласно данному в 1816 году Кабинетом министров предписанию, Комиссии для строений следовало площадь перед Петровским театром «назначить регулярным четырёхугольником, как ЕИВ (Александр I) собственною высочайшею рукою на плане карандашом показать изволил». На утвержденном в 1817 году «Прожектированном плане столичного города Москвы» Петровская площадь показана в линиях, указанных Александром I, но фактически осталась в тех же пределах, что и до пожара 1812 года 20 марта 1818 года московский главнокомандующий А. П. Тормасов утвердил подготовленный инженером Л. Л. Карбонье план Петровской площади.
Разработанное Осипом Бове архитектурное оформление площади с изменением её размеров относительно плана 1818 года было утверждено императором 10 ноября 1821 года В 1817—1819 годах Неглинную между устьем и Трубной площадью заключили в трубу, а в 1816—1823 годах срыли земляные укрепления вокруг стены Китай-города, употребив землю на нивелирование будущей Петровской площади и проезда в сторону Лубянской площади (в некоторых местах уровень подняли на 4 метра).
В 1816 году к проектированию будущей Театральной площади был привлечён Осип Бове. Окончательный проект площади был утверждён в 1821 году. Согласно этому плану площадь должна была иметь вид прямоугольника, ограниченного по периметру четырьмя симметрично стоящими зданиями и разделённого по середине проездом. На продольной оси площади Бове расположил здание Петровского театра, а с противоположной стороны, под углом к китайгородской стене — сквер. Планировка площади под руководством Бове началась в 1816 году — за пять лет до окончательного утверждения проекта. К 1819 году Бове передал в Комиссию для строений проекты фасадов выходящих на площадь зданий. Продольные стороны площади ограничивали четыре двухэтажных корпуса с открытыми галереями в первых этажах, перекрытыми крестовыми сводами, которые зрительно расширяли площадь и предназначались под торговлю. Выходящие на проезд торцы зданий Бове акцентировал повышенными трёхэтажными объёмами с портиками. Одинаковый ритм этих корпусов должен был по замыслу Бове подчёркивать монументальность стоящего на площади театра.
В 1820—1824 годах три дома с одинаковыми фасадами были построены: дом Варгина на месте Малого театра, дом Полторацкого напротив и дом по другую сторону от проезда, принадлежавший тогда Сенатской типографии. В 1840 году к северу от Театрального проезда, на месте современной гостиницы «Метрополь», был выстроен дом Челышева, замкнувший строго симметричный классицистический ансамбль. Уже в 1840-х годах все четыре корпуса, составляющие по замыслу Бове единый ансамбль Театральной площади, имели в первых этажах, вместо первоначально построенных открытых галерей, окна.
На площади изначально находился водоразборный бассейн Мытищинского водопровода, который в 1835 году украсили фонтаном работы И. П. Витали. На высоком цоколе с маскаронами-водомётами стояли четыре фигуры амуров-путти — Трагедия, Комедия, Поэзия и Музыка. Изначально фонтан доставлял 17 тысяч вёдер воды в сутки, снабжал водой долговую тюрьму «Яму» и бани купца Челышева. В XX-м веке фонтан был остановлен, его работа возобновилась в 1995 году.
Бо́льшая часть площади, однако, была недоступна публике до 1911 года: здесь был обширный плац-парад, огороженный канатами на столбиках. На плацу проходили торжественные смотры, в том числе, с участием императорской семьи. Площадь постоянно становилась местом прохождения главных праздников. Так, во время празднования 300-летия дома Романовых она «освещалась прожектором с крыши Большого театра, а колесница «была иллюминирована красными и синими бенгальскими огнями». 
Рядом со стеной Китай-города работал птичий рынок, в 1851 году переведённый на Трубную площадь.
11 марта 1853 года Большой театр сгорел и был восстановлен к 1856 году по проекту А. К. Кавоса.
В последнюю четверть XIX века площадь утратила былую симметрию. Дома по юго-восточной стороне были перестроены и стали намного выше лежащего напротив Малого театра. В начале XX века на месте дома Челышева был выстроен «Метрополь». В 1909 году городская дума договорилась с военным ведомством о передаче плац-парада городу, причём по условиям соглашения дума должна была при необходимости уступить место военным по первому их требованию. В 1911 году здесь разбили сквер.
В 1917 году на площади велись боевые действия.  1 ноября юнкера и добровольцы были выбиты большевиками из «Метрополя» и Городской думы. По площади стреляли орудия большевиков. Затем с неё они палили по Кремлю.

### Советское время
С началом советской власти, в 1919 году площадь была переименована в площадь Свердлова — в честь советского политического и государственного деятеля, председателя ВЦИК Якова Михайловича Свердлова (1885—1919). Это название было дано в связи с тем, что в выходящем на площадь здании гостиницы «Метрополь» с марта 1918 года по март 1919 находился рабочий кабинет Свердлова.
В 1934 году через площадь прокладывали первую очередь метрополитена: участок «Дзержинская» — «Охотный Ряд». С целью организации стройплощадки был вырублен сквер. В сентябре 1934 года под площадью в шахте из-за короткого замыкания произошёл пожар, ставший причиной гибели двух метростроевцев и отравления угарным газом ещё одиннадцати. К пуску станции «Площадь Революции» в 1938 году сквер был восстановлен.
В 1930-х годах на площади планировались значительные изменения, поскольку она рассматривалась как важная часть Аллеи Ильича — парадной магистрали от площади Дзержинского до Дворца Советов. На юго-западную сторону должен был выйти один из корпусов гостиницы «Москва». На южной стороне площади, напротив Большого театра, планировалось построить Большой академический кинотеатр. Поскольку кино было признано «важнейшим из искусств», новый кинотеатр должен был архитектурно подчинить себе здание Большого театра. Конкурс на проект Большого академического кинотеатра был объявлен осенью 1936 года. Все конкурсные проекты были признаны неудачными, так как не могли решить проблему реконструкции площади Свердлова, что требовало задание на проектирование (по этому же заданию они должны были предложить свой вариант решения фасада гостиницы «Москва», выходящего на площадь) и страдали гигантоманией, с которой как раз начинали усиленно бороться (кубатура во всех проектах была чрезмерно завышена). Отголоском этого проекта остался совмещённый вестибюль станций метро «Площадь Революции» и «Площадь Свердлова», построенный с учётом его включения в здание кинотеатра.
В 1929 году перед зданием Малого театра был установлен памятник А. Н. Островскому (скульптор Н. А. Андреев, архитектор И. П. Машков по проекту Ф. О. Шехтеля). В 1961 году на площади был установлен памятник Карлу Марксу работы Л. Кербеля.
В 1970-е годы было снесено здание Сенатской типографии, и на его месте была построена вторая очередь гостиницы «Москва». В 1978 году на площади установили памятник Я. М. Свердлову (скульптор Р. Е. Амбарцумян, архитектор Б. И. Тхор); в 1991 году памятник демонтировали и позже перенесли в парк «Музеон».

### Современный период
В 1990 году было принято решение вернуть площади название Театральная площадь. В 1997 был осуществлён коммерческий проект с постройкой на данном месте снесённой Круглой башни ресторана, имитирующего прототип. За основу проекта была взята Варварская башня Китай-города. Позже левее этого был построен пивной ресторан, перекрывший вид на Китайгородскую стену. В 2004 году была снесена гостиница «Москва». В 2013 году на её месте был построен новодел — при этом фасад, выходящий на Театральную площадь, был стилизован под фасад стоящей напротив гостиницы «Метрополь».

## Ансамбль площади

### Большой театр
В 1816 году Комиссия о строении Москвы объявила конкурс на возведение нового здания театра, обязательным условием которого стало включение в постройку обгоревшей стены театра Медокса. В конкурсе приняли участие Л. Дюбуи, Д. Жилярди, Ф. Кампорези, П. Гонзаго, А. Н. Бакарев и другие архитекторы, однако ни один проект не был принят. Победителем повторного конкурса был признан проект профессора Императорской Академии художеств А. А. Михайлова. Однако проект Михайлова посчитали слишком дорогостоящим, к тому же задуманное им здание театра по своему масштабу, чрезмерно крупному, не соответствовало окружающей застройке. Переработку проекта поручили архитектору О. И. Бове, который полностью сохранил основы композиции Михайлова, однако существенно изменил пропорции здания, уменьшив его высоту с 41 до 37 метров, а также внёс существенные коррективы в его наружную и внутреннюю отделку. Проект сооружения театра был утверждён 10 ноября 1821 года; ещё до его утверждения Бове приступил к постройке фундаментов театра по намеченному им плану, при этом часть фундаментов сгоревшего здания были сохранены.
11 (23) марта 1853 года театр сгорел; от пожара, длившегося несколько дней, уцелели только каменные внешние стены здания и колоннада портика. К конкурсу на восстановление театра были привлечены архитекторы Константин Тон, А. С. Никитин, Александр Матвеев и главный архитектор Императорских театров Альберт Кавос. Победил проект Кавоса; театр был восстановлен за три года. В основном объём здания и планировка были сохранены, однако Кавос несколько увеличил высоту здания, изменил пропорции и полностью переработал архитектурный декор, оформив фасады в духе ранней эклектики. Взамен погибшей при пожаре алебастровой скульптуры Аполлона над входным портиком поставили бронзовую квадригу работы Петра Клодта. На фронтоне был установлен гипсовый двуглавый орёл — государственный герб Российской империи.

### Малый театр
В 1824 году по проекту Бове архитектор А. Ф. Элькинский перестроил для театра особняк купца Варгина, это здание на Петровской (ныне Театральной) площади и стало постепенно называться Малым театром, и поныне несет это имя. Первоначально здание было более узким из-за чрезмерной ширины Неглинного проезда.
В 1838—1840 годах, после того, как были выкуплены примыкавшие участки, архитектор Константин Тон достроил здание до существующего ныне объёма и полностью изменил внутреннюю планировку.

### ЦУМ
В 1857 году шотландцы Эндрю Мюр и Арчибальд Мерилиз зарегистрировали товарный знак «Мюръ и Мерилизъ». С этого момента отсчитывается история ЦУМа. В 1880 году коммерсанты переехали в Москву и спустя три года в 1885-м открыли магазин дамских шляп и галантереи Мюр и Мерилиз.
Два пожара — в 1892 и в 1900 году — повлекли за собой строительство нового здания. В 1908 году открылся семиэтажный магазин, построенный по проекту архитектора Романа Клейна в стиле неоготики.

### Молодёжный театр
Доходный дом К. М. Полторацкого: Театр Шелапутина. Дом № 3 (№ 2 по Малой Дмитровке), . Построен в 1821 году по проекту архитектора А. Ф. Элькинского, перестраивался в 1889 году архитектором А. С. Каминским и гражданским инженером С. И. Тихомировым и в 1902 году архитектором Р. И. Клейном

### Новая сцена Большого театра
Здание Новой сцены Большого театра строилось с 1995 по 2002 год на месте исторических многоквартирных домов. В оформлении плафона зрительного зала использованы эскизы Леона Бакста в редакции Зураба Церетели.
Новая сцена открылась 29 ноября 2002 года оперой Н. А. Римского-Корсакова «Снегурочка». Во время реконструкции Основной сцены, с 2005 по 2011 год, на ней исполнялся весь оперный и балетный репертуар Большого театра.
В настоящее время на Новой сцене исполняются спектакли из репертуара Большого театра, проводятся гастроли российских и зарубежных театральных коллективов.

### Административно-вспомогательный корпус Большого театра
Здание бывшей гостиницы «Русь» построено в 1895 г. по проекту архитектора В.П. Загорского. Здесь расположены репетиционные залы и оперные классы. Соединён с Новой сценой подземным ходом.

### Вестибюль метро
Здание, в котором ныне находится совмещённый вестибюль станций «Охотный Ряд» и «Театральная», изначально было зеркальным отражением здания Малого театра. На угол площади выходила трёхэтажная часть, а севернее здание было двухэтажным. Дом был перестроен в начале XX века, когда им стало владеть Товарищество владельцев Охотнорядского и других домов в Москве. Директор-распорядитель товарищества, известный архитектор Р. И. Клейн, переделал фасады здания.
Дом был вновь реконструирован в 1935 году по проекту Д. Н. Чечулина, в связи с устройством на первом этаже вестибюля станции метро «Охотный Ряд». Первый этаж был оформлен в виде цоколя, там разместился вход в метро. Окна верхних этажей разделены пилястрами, на антаблементе расположена балюстрада. На верхних этажах здания располагался музей Большого театра, а также общежитие театра.

### Гостиница «Метрополь»
Здание гостиницы построено в 1899—1905 годах по инициативе предпринимателя и мецената С. И. Мамонтова. В проектировании и оформлении гостиницы участвовал большой коллектив архитекторов, инженеров и художников. Первоначальный проект выполнил гражданский инженер Л. Н. Кекушев.
Здание гостиницы — самое крупное в России общественное здание эпохи модерна и один из самых значительных московских историко-архитектурных памятников этого стиля. Многие архитектурно-градостроительные, композиционно-планировочные, конструктивные и декоративные приёмы, впервые в совокупности применённые при возведении «Метрополя», затем широко вошли в московскую строительную практику.
Здание «Метрополя» играет исключительно важную роль в формировании облика Театральной площади и площади Революции.

### Гостиница «Москва»
Для одной из первых пролетарских гостиниц был отведён участок в центре Москвы, ограниченный Охотным Рядом, Тверской улицей, площадями Революции и Свердлова. В последнюю очередь предполагалось снести здание гостиницы «Континенталь» и кинотеатра «Востоккино» по площади Свердлова. В 1931 году состоялся открытый конкурс проектов, который, однако, не принёс существенных результатов. Поэтому был назначен закрытый конкурс. Участники конкурса Б. Таут, А. А. Кеслер и И. З. Ванштейн исходили из необходимости сохранения сложившегося ансамбля площади с Большим театром как доминантой, однако это было сочтено явным недостатком проекта, поскольку предполагалось, что новой доминантой должна стать гостиница, которая также открывала проектируемую аллею Ильича, ведущую к Дворцу Советов. Согласно проекту Л. И. Савельева и О. А. Стапрана, на площадь выходил десятиэтажный корпус с полукруглым выступом в северной части для трибуны в виде портика с колоннадой. Также там предлагалось сделать мюзик-холл на 2000 мест. Этот проект и был выбран для реализации, однако мюзик-холл и трибуна так и не были построены, поскольку разрушали ансамбль площади.
К строительству второй очереди гостиницы, включающей в себя корпуса по площадям Революции и Свердлова, приступили только в 1970-х годах. Авторы проекта — А. Б. Борецкий, А. А. Дзержкович, И. Е. Рожин, Д. С. Солопов и В. А. Щелкановцева. Сначала были снесены все старые здания в зоне строительства. На площадь Свердлова вышел пониженный шестиэтажный корпус, размеры которого соизмерялись с размерами других зданий на площади. По мнению А. В. Рогачёва, он прекрасно вписался в ансамбль площади.
В 2000-х годах, после сноса гостиницы «Москва», произошло частичное восстановление её фасадов. Фасад по Театральной площади был сильно изменён — стилизован под фасад стоящей напротив гостиницы «Метрополь», а соединения с остальными корпусами были сделаны в виде стеклянных вставок.

### Скверы
Сквер с южной стороны Театрального проезда был разбит в 1911 году.

### Южная сторона площади
Южную сторону площади Бове оставил незастроенной. Там разбили бульвар с цветочным рынком. Возникали предложения застройки этого участка: в 1880 году было предложено построить здесь электростанцию, в 1891 году — здание для городской думы. В 1930-е годы здесь предлагалось построить Большой академический кинотеатр.

## Памятники
- Памятник Карлу Марксу
- Памятник Александру Островскому

## Театральная площадь в изобразительном искусстве
Советский художник Юрий Пименов изобразил Театральную площадь в 1937 году на картине «Новая Москва».

## Общественный транспорт
- Станции метро  Охотный Ряд,  Театральная и  Площадь Революции.
- Автобусы м2, м3, м6, м7, м9, м40, е10, е30, 538, н1, н2, н6, н11, н12.